# Nico Kluiters
Nicolaas Christiaan Marie (Nico) Kluiters SJ (Delft, 25 mei 1940 – Bekavallei nabij Baalbek, 14 maart 1985) was een Nederlands missionaris, priester van de Rooms-Katholieke Kerk en jezuïet.

## Biografie
Kluiters groeide op in het gezin van Nicolaas Wilhelmus Kluiters en Helena Catharina Bouwina Amsing die een zuivelwinkel hadden in de Delftse Van Zuylen van Nijeveltstraat in de wijk Hof van Delft.
Hij volgde zijn middelbareschooltijd aan het Stanislascollege waar hij kennismaakte met de paters jezuïeten die daar les gaven. Hij doorliep de Koninklijke Academie van Beeldende Kunsten in Den Haag, werkte enige tijd als tekenleraar en boetseerder bij de De Porceleyne Fles.

### Verbonden met de jezuïeten
Na een afwijzing in 1963 trad hij op 7 september 1965 in bij de jezuïetenorde. Na een jaar noviciaat vertrok hij in 1966 naar Beiroet om te studeren op een instituut van de jezuïeten. Op 9 juni 1972 volgde zijn priesterwijding in Amsterdam. Vanaf 1976 was hij verbonden aan twee parochies in een dorp in de Bekavallei, waar zijn parochianen betrokken waren bij de Libanese Burgeroorlog.

### Ontvoering, marteling, dood en herdenking
Op 14 maart 1985 werd Kluiters ontvoerd en werd hij vermist. Op maandag 1 april werd zijn levenloze en verminkte lichaam gevonden in een ravijn bij de stad Baalbek. Op 3 april werd zijn lichaam begraven in  Tanail. Op 8 april werd er in de Pastoor van Arskerk in zijn geboorteplaats Delft een herdenkingsdienst voor hem gehouden.
In november 2014 is bij de Sint-Stanislaskapel in Delft een gedachteniskapel ingericht voor Kluiters en zijn in 2014 vermoorde medebroeder Frans van der Lugt.

## Nagedachtenis
De herinnering aan Kluiters wordt in zijn missiegebied levend gehouden door de bewoners, hij wordt daar en door de jezuïetenorde als martelaar beschouwd. Dat is de reden dat er in 2019 een proces tot zaligverklaring werd aangekondigd. Dit proces is in januari 2022 in gang gezet.

## Biografie
- Carole Dagher, Nicolaas Kluiters – Herder in een verscheurd Libanon (2023); ISBN 9789089724472.[7][8]